# Mistrzostwa Włoch w rugby union kobiet (2019/2020)
Mistrzostwa Włoch w rugby union kobiet (2019/2020) – dwudziesta dziewiąta edycja zarządzanej przez Federazione Italiana Rugby najwyższej klasy rozgrywkowej w kobiecym rugby union we Włoszech, a trzydziesta szósta ogółem. Tytułu mistrzowskiego zdobytego w poprzednim sezonie broniła drużyna ASD Villorba Rugby. Zawody zostały zaplanowane do rozegrania w dniach 6 października 2019 – 24 maja 2020 roku, jednak zostały przerwane w związku z pandemią COVID-19, a następnie odwołane. Nie wyłoniono zwycięzcy.
CONI 9 marca 2020 roku ogłosił wstrzymanie wszelkich rozgrywek w sportach drużynowych do 3 kwietnia tego roku, zaś FIR już pod koniec marca zdecydował o przerwaniu zawodów, nie przyznaniu tytułu mistrzowskiego oraz braku spadków i awansów.
Zarówno przed sezonem, jak i w jego trakcie kluby były karane odjęciem czterech punktów za brak juniorskich zespołów, bądź wystawianie do meczowego składu nieuprawionych zawodniczek, zaś w listopadzie 2019 roku po trzech walkowerach z mistrzostw wykluczono Rugby Stanghella.

## System rozgrywek
W sezonie tym przeprowadzono reformę rozgrywek, a akces do nich zgłosiło dwadzieścia osiem klubów, które zostały podzielone na cztery siedmiozespołowe grupy – ogólnokrajową i trzy regionalne. Do pierwszej zaliczono po trzy czołowe zespoły z obu grup poprzedniej edycji oraz zwycięzców dwóch barażów dla zespołów z miejsc 4–5. Pozostałe kluby przystępujące do rozgrywek – zarówno występujące poprzednio, jak i nowe – przydzielono według klucza geograficznego do trzech pozostałych grup.
Rozgrywki ligowe zostały zaplanowane do rozegrania w pierwszej fazie systemem kołowym według modelu dwurundowego w okresie jesień-wiosna, a druga faza rozgrywek obejmować miała mecze systemem pucharowym o mistrzostwo kraju. Do półfinału bezpośrednio awansował zwycięzca grupy ogólnokrajowej, zaś o pozostałe trzy miejsca rywalizowały drużyny z miejsc drugiego do czwartego tej grupy oraz triumfatorzy trzech regionalnych grup. Zwycięzcy półfinałów mieli się zmierzyć w rozegranym na neutralnym stadionie finale wyłaniającym mistrza kraju.
Zaplanowano również system awansów i spadków – dwie najsłabsze drużyny grupy ogólnokrajowej miały zostać po tym sezonie relegowane, zaś ich miejsce zajęliby zwycięzcy grup regionalnych, tak aby w kolejnej edycji grupa ogólnokrajowa liczyła osiem zespołów.

## Faza grupowa

### Grupa 1
| 06/10/2019 | 1 ⇐ kolejka ⇒ 8                                | 15/12/2019 |
| ---------- | ---------------------------------------------- | ---------- |
| 91:0       | Valsugana Rugby Padova – Red Panthers TV       | 102:0      |
| 7:81       | CUS Ferrara Rugby – Arredissima Villorba Rugby | 0:71       |
| 5:22       | Itinera CUS Torino – HBS Colorno               | 5:42       |

| 03/11/2019 | 4 ⇐ kolejka ⇒ 11                            | 26/01/2020 |
| ---------- | ------------------------------------------- | ---------- |
| 41:0       | Valsugana Rugby Padova – Itinera CUS Torino | 48:0       |
| 29:21      | Red Panthers TV – Unione R. Capitolina      | 7:38       |
| 15:36      | HBS Colorno – Arredissima Villorba Rugby    | 7:25       |

| 08/12/2019 | 7 ⇐ kolejka ⇒ 14                                | 05/04/2020 |
| ---------- | ----------------------------------------------- | ---------- |
| 0:74       | HBS Colorno – Valsugana Rugby Padova            | X:X        |
| 36:5       | Unione R. Capitolina – CUS Ferrara Rugby        | X:X        |
| 48:0       | Arredissima Villorba Rugby – Itinera CUS Torino | X:X        |

| 13/10/2019 | 2 ⇐ kolejka ⇒ 9                                   | 12/01/2020 |
| ---------- | ------------------------------------------------- | ---------- |
| 50:0       | Arredissima Villorba Rugby – Unione R. Capitolina | 27:10      |
| 44:0       | HBS Colorno – CUS Ferrara Rugby                   | 43:0       |
| 8:10       | Red Panthers TV – Itinera CUS Torino              | 7:15       |

| 10/11/2019 | 5 ⇐ kolejka ⇒ 12                              | 22/03/2020 |
| ---------- | --------------------------------------------- | ---------- |
| 10:37      | Unione R. Capitolina – Valsugana Rugby Padova | X:X        |
| 24:12      | Itinera CUS Torino – CUS Ferrara Rugby        | X:X        |
| 62:0       | HBS Colorno – Red Panthers TV                 | X:X        |

| 20/10/2019 | 3 ⇐ kolejka ⇒ 10                             | 19/01/2020 |
| ---------- | -------------------------------------------- | ---------- |
| 53:8       | Arredissima Villorba Rugby – Red Panthers TV | 53:0       |
| 18:12      | Unione R. Capitolina – HBS Colorno           | 6:50       |
| 0:108      | CUS Ferrara Rugby – Valsugana Rugby Padova   | 0:108      |

| 01/12/2019 | 6 ⇐ kolejka ⇒ 13                                    | 29/03/2020 |
| ---------- | --------------------------------------------------- | ---------- |
| 36:7       | Valsugana Rugby Padova – Arredissima Villorba Rugby | X:X        |
| 0:17       | Itinera CUS Torino – Unione R. Capitolina           | X:X        |
| 15:20      | CUS Ferrara Rugby – Red Panthers TV                 | X:X        |

### Grupa 2
| 06/10/2019 | 1 ⇐ kolejka ⇒ 8                                | 15/12/2019 |
| ---------- | ---------------------------------------------- | ---------- |
| 0:84       | Biella Rugby Club – Chicken CUS Pavia          | 5:70       |
| 45:5       | Cus Milano Rugby ASD – Le Mastine R. Parabiago | 39:10      |
| 98:0       | Rugby Monza 1949 – Lions Tortona Rugby         | 90:0       |

| 03/11/2019 | 4 ⇐ kolejka ⇒ 11                        | 26/01/2020 |
| ---------- | --------------------------------------- | ---------- |
| 88:0       | Cus Milano Rugby ASD – CUS Genova       | 96:12      |
| 24:5       | Lions Tortona Rugby – Biella Rugby Club | 18:12      |
| 3:16       | Chicken CUS Pavia – Rugby Monza 1949    | 5:24       |

| 08/12/2019 | 7 ⇐ kolejka ⇒ 14                        | 05/04/2020 |
| ---------- | --------------------------------------- | ---------- |
| 10:101     | Biella Rugby Club – Rugby Monza 1949    | X:X        |
| 29:0       | Le Mastine R. Parabiago – CUS Genova    | X:X        |
| 71:0       | Chicken CUS Pavia – Lions Tortona Rugby | X:X        |

| 13/10/2019 | 2 ⇐ kolejka ⇒ 9                             | 12/01/2020 |
| ---------- | ------------------------------------------- | ---------- |
| 60:0       | Le Mastine R. Parabiago – Biella Rugby Club | 83:0       |
| 20:0       | Lions Tortona Rugby – Cus Milano Rugby ASD  | 0:95       |
| 59:0       | Chicken CUS Pavia – CUS Genova              | 36:5       |

| 10/11/2019 | 5 ⇐ kolejka ⇒ 12                              | 22/03/2020 |
| ---------- | --------------------------------------------- | ---------- |
| 0:86       | Biella Rugby Club – Cus Milano Rugby ASD      | X:X        |
| 0:75       | CUS Genova – Rugby Monza 1949                 | X:X        |
| 58:0       | Le Mastine R. Parabiago – Lions Tortona Rugby | X:X        |

| 20/10/2019 | 3 ⇐ kolejka ⇒ 10                            | 19/01/2020 |
| ---------- | ------------------------------------------- | ---------- |
| 15:3       | Rugby Monza 1949 – Cus Milano Rugby ASD     | 13:5       |
| 27:0       | CUS Genova – Lions Tortona Rugby            | 22:0       |
| 5:35       | Le Mastine R. Parabiago – Chicken CUS Pavia | 5:22       |

| 01/12/2019 | 6 ⇐ kolejka ⇒ 13                           | 29/03/2020 |
| ---------- | ------------------------------------------ | ---------- |
| 22:0       | Rugby Monza 1949 – Le Mastine R. Parabiago | X:X        |
| 24:5       | CUS Genova – Biella Rugby Club             | X:X        |
| 0:15       | Chicken CUS Pavia – Cus Milano Rugby ASD   | X:X        |

### Grupa 3
| 06/10/2019 | 1 ⇐ kolejka ⇒ 6                                 | 08/12/2019 |
| ---------- | ----------------------------------------------- | ---------- |
| 17:17      | Romagna RFC – Fifteen Wilds All Bluff R. Mutina | 21:5       |
| 13:21      | Kawasaki Robot Calvisano – Rugby Riviera 1975   | 7:35       |

| 10/11/2019 | 4 ⇐ kolejka ⇒ 9                                        | 22/03/2020 |
| ---------- | ------------------------------------------------------ | ---------- |
| 0:45       | Romagna RFC – Verona Rugby                             | X:X        |
| 107:0      | Rugby Riviera 1975 – Fifteen Wilds All Bluff R. Mutina | X:X        |

| 13/10/2019 | 2 ⇐ kolejka ⇒ 7                         | 19/01/2020 |
| ---------- | --------------------------------------- | ---------- |
| 10:7       | Verona Rugby – Kawasaki Robot Calvisano | 27:7       |
| 104:0      | Rugby Riviera 1975 – Romagna RFC        | 47:5       |

| 01/12/2019 | 5 ⇐ kolejka ⇒ 10                                             | 05/04/2020 |
| ---------- | ------------------------------------------------------------ | ---------- |
| 14:19      | Verona Rugby – Rugby Riviera 1975                            | X:X        |
| 0:55       | Fifteen Wilds All Bluff R. Mutina – Kawasaki Robot Calvisano | X:X        |

| 03/11/2019 | 3 ⇐ kolejka ⇒ 8                                  | 26/01/2020 |
| ---------- | ------------------------------------------------ | ---------- |
| 20:0       | Kawasaki Robot Calvisano – Romagna RFC           | 23:5       |
| 0:53       | Fifteen Wilds All Bluff R. Mutina – Verona Rugby | 0:97       |

### Grupa 4
| 06/10/2019 | 1 ⇐ kolejka ⇒ 8                                 | 15/12/2019 |
| ---------- | ----------------------------------------------- | ---------- |
| 22:15      | Rugby Frascati Union – CUS Pisa                 | 7:33       |
| 0:20       | Montevirginio Mini Rugby – Donne Etrusche Rugby | 0:45       |
| 0:26       | I Puma Bisenzio Rugby – Rugby Belve Neroverdi   | 0:50       |

| 03/11/2019 | 4 ⇐ kolejka ⇒ 11                                      | 26/01/2020 |
| ---------- | ----------------------------------------------------- | ---------- |
| 22:7       | I Puma Bisenzio Rugby – Amatori Rugby Torre del Greco | 12:20      |
| 90:10      | Rugby Belve Neroverdi – CUS Pisa                      | 77:0       |
| 49:0       | Donne Etrusche Rugby – Rugby Frascati Union           | 48:0       |

| 08/12/2019 | 7 ⇐ kolejka ⇒ 14                                     | 05/04/2020 |
| ---------- | ---------------------------------------------------- | ---------- |
| 0:36       | CUS Pisa – I Puma Bisenzio Rugby                     | X:X        |
| 0:34       | Rugby Frascati Union – Amatori Rugby Torre del Greco | X:X        |
| 59:7       | Rugby Belve Neroverdi – Montevirginio Mini Rugby     | X:X        |

| 13/10/2019 | 2 ⇐ kolejka ⇒ 9                                      | 12/01/2020 |
| ---------- | ---------------------------------------------------- | ---------- |
| 38:0       | Donne Etrusche Rugby – Amatori Rugby Torre del Greco | 17:7       |
| 5:35       | CUS Pisa – Montevirginio Mini Rugby                  | 5:19       |
| 89:5       | Rugby Belve Neroverdi – Rugby Frascati Union         | 107:0      |

| 10/11/2019 | 5 ⇐ kolejka ⇒ 12                                         | 22/03/2020 |
| ---------- | -------------------------------------------------------- | ---------- |
| 20:10      | Montevirginio Mini Rugby – Amatori Rugby Torre del Greco | X:X        |
| 0:29       | Rugby Frascati Union – I Puma Bisenzio Rugby             | X:X        |
| 23:15      | Donne Etrusche Rugby – Rugby Belve Neroverdi             | X:X        |

| 20/10/2019 | 3 ⇐ kolejka ⇒ 10                                      | 19/01/2020 |
| ---------- | ----------------------------------------------------- | ---------- |
| 5:42       | CUS Pisa – Donne Etrusche Rugby                       | 0:36       |
| 14:8       | Montevirginio Mini Rugby – I Puma Bisenzio Rugby      | 0:17       |
| 5:59       | Amatori Rugby Torre del Greco – Rugby Belve Neroverdi | 7:46       |

| 01/12/2019 | 6 ⇐ kolejka ⇒ 13                                | 29/03/2020 |
| ---------- | ----------------------------------------------- | ---------- |
| 43:5       | Montevirginio Mini Rugby – Rugby Frascati Union | X:X        |
| 20:5       | Amatori Rugby Torre del Greco – CUS Pisa        | X:X        |
| 0:27       | I Puma Bisenzio Rugby – Donne Etrusche Rugby    | X:X        |